# チャック・ビリー
チャック・ビリー（Chuck Billy、1962年6月23日 - ）は、アメリカのシンガーソングライター。スラッシュメタル・バンド、テスタメントのボーカリストとして1987年にデビューを果たし、2006年からはバブリン・デス・パトロールのメンバーとしても活動している。

## 来歴
アラメダ郡出身。ネイティブ・アメリカンの父親とメキシコ人の母親の間に生まれた。地元のバンド、ギルドのボーカリストとして活動していた。1986年にエクソダスとしても活動するスティーヴ "ゼトロ" スーザがレガシーというバンドから脱退し、彼の後任ボーカルとして同バンドに加入。しかし、同名バンドがいたことからレガシーはテスタメントと改名し、1987年にアルバム『レガシー』でデビューを果たした。
2001年、生殖細胞セミノーマと診断された。このタイプは、男性の精巣部に現れるが、ビリーの場合は心臓に近い胸部に腫瘍が現れたため、珍しい症状であった。同年8月、友人たちはビリーの医療費を集めるために慈善ライブ「Thrash of the Titans」を開催した。その後に化学療法を受け、健康状態が回復し、テスタメントとして活動を続けている。
2013年、カリフォルニア州議会議員のジム・フレージャーからネイティブ・アメリカンのコミュニティにプラスな影響を与えたとして、州議会議場で表彰された。同年、ニューメキシコ州アルバカーキのハードロック・ホテルの記念品展示に常設された最初のネイティブ・アメリカンとなった。また、スミソニアン博物館にある国立アメリカ・インディアン博物館の展示 「Up Where We Belong」2011年1月2日まで展示されていた。